# Aéroport international de Culiacán
Pour les articles homonymes, voir CUL.
L'Aéroport international fédéral Bachigualato (espagnol : Aeropuerto Internacional Federal de Bachigualato, code IATA : CUL • code OACI : MMCL • code DGAC M. : CUL), communément appelée aéroport international de Culiacán (Aeropuerto Internacional de Culiacán), est un aéroport international situé à Culiacán, dans l'État du Sinaloa, au nord-ouest du Mexique. Il gère le trafic aérien national et international de la ville de Culiacán. 
L'aéroport figure parmi les 10 aéroports les plus fréquentés du Mexique, avec le plus de trafic domestique et le deuxième en importance pour les opérations internationales dans l'état du Sinaloa. Il est actuellement géré par le Grupo Aeroportuario Centro Norte, et a fait l’objet de travaux de construction de grande envergure comprenant un nouvel agencement de terminal et un nouveau système d’embarquement. Il a deux passerelles. 
En 2018, l'aéroport de Culiacán a franchi pour la première fois le cap des 2 millions de passagers, transportant 2 270 834 passagers, soit une augmentation de 22,26 % par rapport à l'année précédente.
L’aéroport international fédéral de Bachigualato tire son nom du quartier de Bachigualato où se trouve l’aéroport. 
Par temps favorable, des vols en provenance de la péninsule de Basse-Californie et du nord arrivent à la piste 02, et des vols du reste du pays à la piste 20.   

## Situation
| \| 500 km1:6 468 000 \| Acapulco Aguascalientes Huatulco Campeche Cancún Chetumal Chihuahua Ciudad · del Carmen Ciudad Juárez Ciudad · Obregón Ciudad · Victoria Colima Cozumel Culiacán Guanajuato Durango Guadalajara Hermosillo Ixtapa · Zihuatanejo La Paz San José · del Cabo Los Mochis Matamoros Mazatlán Mérida Mexicali Mexico B.J. Mexico F.A. Minatitlán Monterrey Morelia Nuevo · Laredo Oaxaca Playa · de Oro Puebla Puerto · Escondido Puerto · Vallarta Querétaro Reynosa San Luis · Potosí Tampico Tapachula Tepic Tijuana Toluca Torreón Tuxtla Gutiérrez Uruapan Veracruz Villahermosa Zacatecas |
| 500 km1:6 468 000 |

## Installations
- Nombre de portes : 5
- Positions de contact : 5
- Positions distantes : 3
- Nombre de passerelles : 2

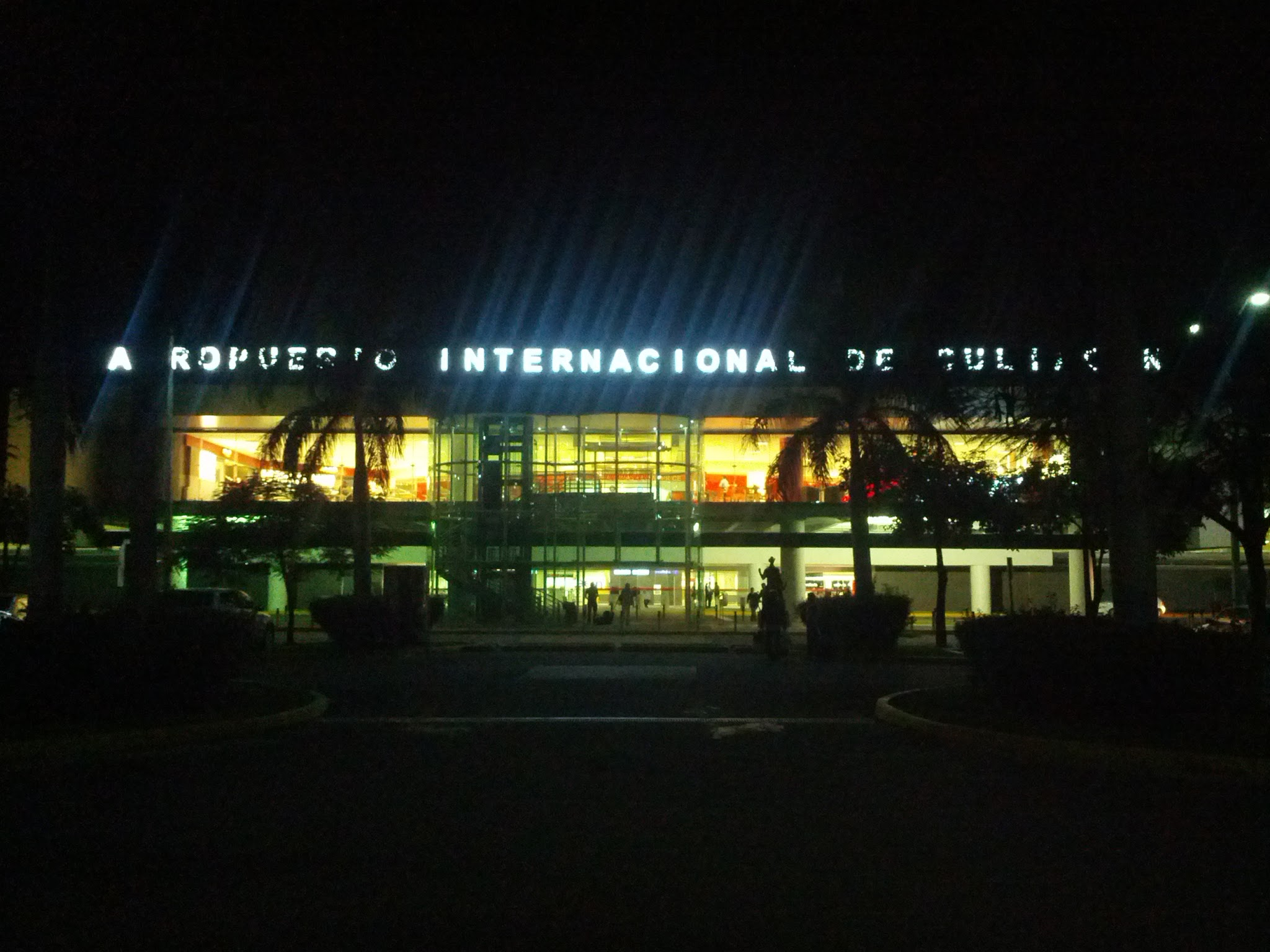
Nouvelle façade de l'aéroport.

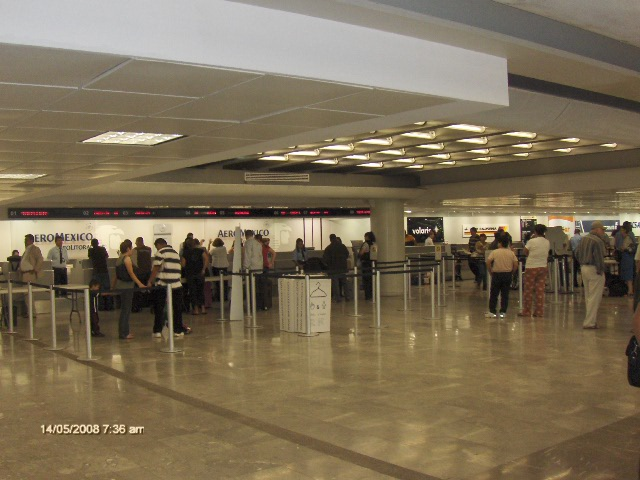
Billetterie de l'aéroport.

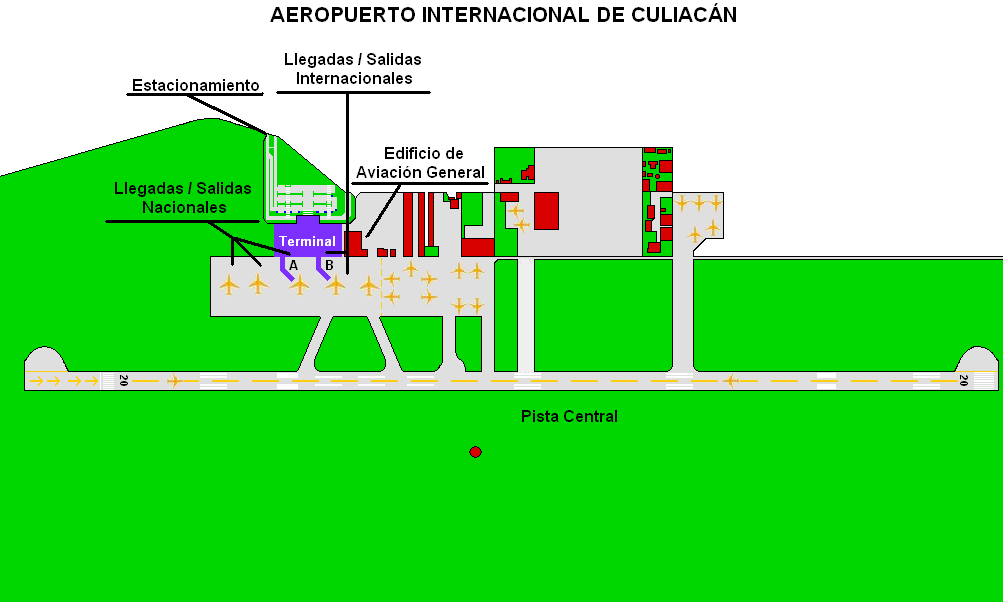
Plan du terminal de l'aéroport de Culiacán.

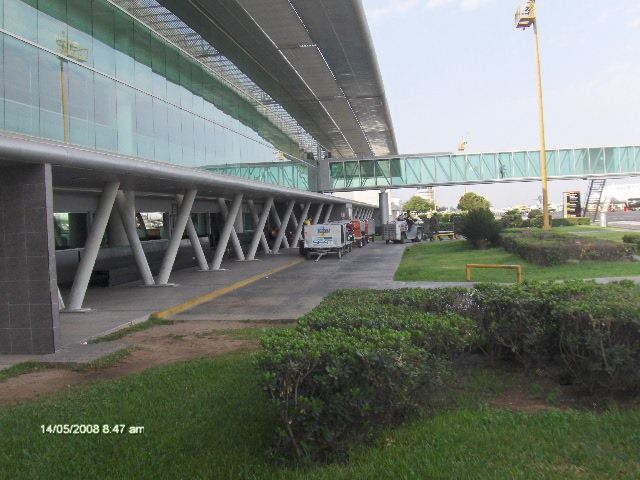
Couloir principal de l'aéroport.

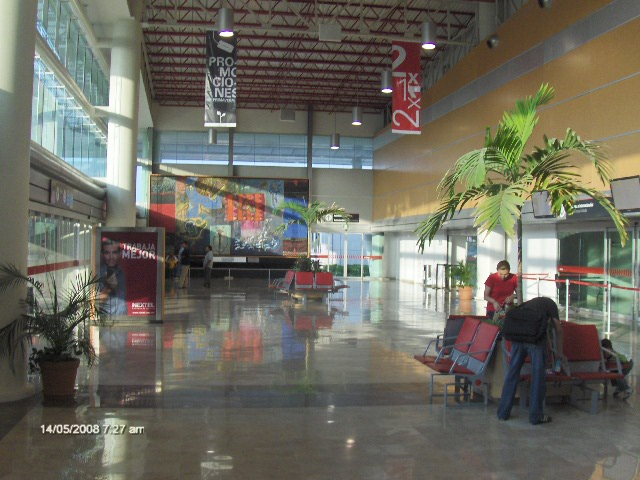
Aéroport international de Culiacán.

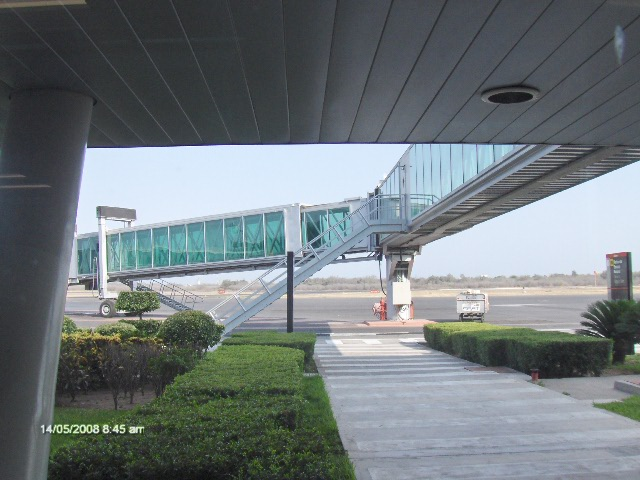
Jetway.

- Nombre de salles : 2 (national et international)
- Nombre de carrousels de réclamation de bagages : 4 (portes nationales et internationales)
- Aire de restauration et bar (niveau supérieur)
- Zone d'enregistrement : (zone d'embarquement et vente de billets)
- Douane (zone des arrivées)
- Taxi et location de voiture (route principale et zone d'arrivée des personnes domestiques)
- Hors taxes (niveau du plancher et levier supérieur)
- Service hôtelier (bureaux) : 
  - Hôtel Lucerna
  - Fideicomiso
- Aire de stationnement
- Bureaux Aeroméxico (tribunaux de niveau et de pays)
- Bureaux Interjet (rez-de-chaussée)
- Bureaux VivaAerobus (étage)
- Bureaux Volaris (rez-de-chaussée)

## Terminaux
La CIA (aéroport international de Culiacán) dispose de deux terminaux. 

### Terminal principal
Le terminal principal est utilisé pour tous les vols commerciaux, nationaux et internationaux. Il a deux passerelles et 3 positions à distance.   

### Terminal de l'aviation générale
Le terminal de l'aviation générale (également connu sous le nom de terminal de l'aviation privée) est situé à côté du terminal principal. Le terminal est utilisé pour les avions privés et les hélicoptères. 

## Compagnies aériennes et destinations

### Passager
| Compagnies         | Destinations |
| ------------------ | --- |
| Aeroméxico         | Mexico-B. Juárez |
| Aeroméxico Connect | Mexico-B. Juárez En saison : Tijuana-A. L. Rodríguez |
| Aero Pacífico      | Los Cabos |
| Calafia Airlines   | Cabo San Lucas (es), La Paz (G. M. M. de Léon), Mexicali-Taboada, Monterrey-M. Escobedo                                                                  |
| Interjet           | Mexico-B. Juárez |
| TAR                | Chihuahua-R. Fierro V, Ciudad Juárez-A. González, Hermosillo, Mexicali-Taboada                                                                           |
| VivaAerobus        | Guadalajara-M. Hidalgo y Costilla, La Paz (G. M. M. de Léon), Mexico-B. Juárez, Monterrey-M. Escobedo, Los Cabos, Tijuana-A. L. Rodríguez                |
| Volaris            | Ciudad Juárez-A. González, Guadalajara-M. Hidalgo y Costilla, Mexicali-Taboada, Mexico-B. Juárez, Phoenix-Sky Harbor, Los Cabos, Tijuana-A. L. Rodríguez |

Édité le 20/06/2019

### Cargaison
| Compagnies | Destinations             |
| ---------- | ------------------------ |
| Estafeta   | San Luis Potosí, Tijuana |

## Statistiques

### En graphique
Pour des raisons techniques, il est temporairement impossible d'afficher le graphique qui aurait dû être présenté ici.

Voir la requête brute et les sources sur Wikidata.

### Itinéraires les plus fréquentés
| Rang | Ville                                               | Passagers | Classement | Compagnie aérienne                                             |
| ---- | --------------------------------------------------- | --------- | ---------- | -------------------------------------------------------------- |
| 1    | Modèle:Country data Baja California , Tijuana       | 421 582   | Stable     | Aeroméxico Connect, Interjet, VivaAerobus, Volaris             |
| 2    | Modèle:Country data Mexico City , Mexico            | 297 261   | Stable     | Aeroméxico, Aeroméxico Connect, Interjet, VivaAerobus, Volaris |
| 3    | Jalisco , Guadalajara                               | 157 266   | Stable     | VivaAerobus, Volaris                                           |
| 4    | Nuevo León , Monterrey                              | 73 499    | Stable     | Calafia Airlines, VivaAerobus                                  |
| 5    | Modèle:Country data Baja California , Mexicali      | 56 645    | 1          | Calafia Airlines, TAR, Volaris                                 |
| 6    | Modèle:Country data Baja California Sur , Los Cabos | 51 068    | 1          | Aero Pacífico, VivaAerobus, Volaris                            |
| 7    | Modèle:Country data Baja California Sur , La Paz    | 38 402    | Stable     | Calafia Airlines, VivaAerobus                                  |
| 8    | Sonora , Hermosillo                                 | 14 845    | Stable     | LE GOUDRON                                                     |
| 9    | Chihuahua , Chihuahua                               | 13 460    | Stable     | TAR, VivaAerobus                                               |
| dix  | Chihuahua , Ciudad Juárez                           | 5 627     |            | TAR, Volaris                                                   |

## Accidents et incidents
- Le 5 juillet 2007, un avion cargo bimoteur Sabreliner n’a pas décollé de l’aéroport en raison d’une perte de contrôle résultant d’une crevaison et a glissé de la piste sur une autoroute. Trois personnes sont décédées à bord de l'avion et six autres au sol. cinq autres ont été blessés[2].
- Le 24 avril 2012, un Cessna 182 enregistré XBMPN pour usage privé s'est écrasé à l'aéroport quelques secondes après le décollage. L'avion se dirigeait vers l'aéroport de Chihuahua et, au moment de l'accident, le pilote de l'aéronef ne l'avait piloté, ce qui n'a causé que des blessures mineures. L’avion est resté dans des arbres au bout de la piste, toujours sur le site de l’aéroport[3].

## Voir également
- Liste des aéroports les plus fréquentés au Mexique